# ルーズベルト (ミサイル駆逐艦)
|          |                                                                                              |
| 艦歴     |                                                                                              |
| 発注     | 1995年1月6日                                                                                 |
| 起工     | 1997年12月15日                                                                               |
| 進水     | 1999年1月10日                                                                                |
| 就役     | 2000年10月14日                                                                               |
| 退役     |                                                                                              |
| その後   | 就役中                                                                                       |
| 要目     |                                                                                              |
| 排水量   | 9,648 トン                                                                                   |
| 全長     | 155.3 m (509 ft 6in)                                                                         |
| 全幅     | 20.1 m (66 ft)                                                                               |
| 吃水     | 9.4 m (31 ft)                                                                                |
| 機関     | COGAG方式                                                                                    |
| 機関     | LM 2500-30ガスタービンエンジン (27,000shp) ×4基                                              |
| 機関     | 可変ピッチプロペラ（5翔）×2軸                                                                |
| 最大速   | 31ノット                                                                                     |
| 航続距離 | 4,400 海里（20ノット時）                                                                     |
| 乗員     | 士官、兵員 380名                                                                             |
| 兵装     | Mk.45 mod.2 5インチ単装砲 ×1基                                                               |
| 兵装     | Mk.38 25mm単装機関砲 ×2基                                                                    |
| 兵装     | Mk.15 20mmCIWS×2基                                                                           |
| 兵装     | M2 12.7mm機銃 ×4挺                                                                           |
| 兵装     | Mk.41 mod.7 VLS ×96セル - SM-2MR SAM - ESSM 短SAM - VLA SUM - トマホーク SLCM などを発射可能 |
| 兵装     | Mk.32 3連装短魚雷発射管×2基                                                                  |
| 艦載機   | MH-60R×2機搭載可能                                                                           |
| C4ISTAR  | AWS B/L 6 (Mk.99 GMFCS×3基)                                                                  |
| C4ISTAR  | AN/SQQ-89                                                                                    |
| センサ   | AN/SPY-1D(V) 多機能レーダー×4面                                                              |
| センサ   | AN/SPS-67 対水上レーダー×1基                                                                 |
| センサ   | AN/SQS-53C(V)1艦首装備ソナー                                                                 |
| 電子戦   | AN/SLQ-32(V)3 ESM/ECM装置                                                                    |
| 電子戦   | Mk 36 SRBOC デコイ発射機                                                                     |
| モットー | Leadership, Truth, Loyalty                                                                   |

ルーズベルト (英語: USS Roosevelt, DDG-80) は、アメリカ海軍のミサイル駆逐艦。アーレイ・バーク級ミサイル駆逐艦の30番艦。アーレイ・バーク級 Flight IIA の二隻目であり、5インチ54口径 Mk.45 砲 mod.2 を搭載した最後のアメリカ軍艦船である。次のウィンストン・S・チャーチル以降の艦は5インチ62口径 Mk.45 砲 mod.4 を搭載する。

## 艦歴
1996年10月22日に海軍長官ジョン・H・ドルトンはアーレイ・バーク級30番艦をルーズベルトと命名した。この艦名は第32代大統領フランクリン・ルーズベルトおよび妻のエレノア・ルーズベルトに因んだものであった。
2006年4月4日(火)に、ルーズベルトとオランダ海軍のフリゲート、デ・ゼーヴェン・プロヴィンシェンはソマリア沖の海賊に占拠された韓国のトロール船の停止を試みた。しかしながら海賊は武器でトロール船の船員を脅したため、ルーズベルトとデ・ゼーヴェン・プロヴィンシェンは追跡をあきらめた。トロール船はソマリア領海へ逃走した。